# Joseph Kitagawa
Joseph Mitsuo Kitagawa (n. 8 martie 1915, Osaka, Japonia – d. 7 octombrie 1992, Chicago, Illinois, SUA) a fost un cercetător japonezo-american în domeniul studiilor religioase. A predat istoria religiilor la Facultatea de Teologie (Divinity School) a Universității din Chicago, unde a devenit apoi profesor emerit și decan. Este cunoscut în special pentru contribuțiile sale remarcabile la studiul tradițiilor religioase din Asia și la înțelegerea interculturală dintre Est și Vest.

## Biografie
Kitagawa s-a născut în Prefectura Osaka. A absolvit în 1937 cursurile Universității Rikkyo din Tokyo. În 1941 a venit în Statele Unite ale Americii pentru a studia teologia. În perioada celui de-al Doilea Război Mondial, Kitagawa a fost internat în Centrul de Relocare Minidoka din Hunt, Idaho, unde a rămas până în octombrie 1945. Și-a continuat apoi studiile și a obținut titlul de Bachelor of Divinity la Seminarul Teologic Seabury-Western în anul 1947. După ce și-a susținut doctoratul în teologie la Universitatea din Chicago, Kitagawa a fost angajat ca profesor la Facultatea de Teologie a Universității din Chicago în anul 1951. A devenit un cetățean american în 1955.
Kitagawa a fost editor fondator al revistei History of Religion. A îndeplinit funcțiile de președinte al Societății Americane pentru Studiul Religiilor din 1960 până în 1972 și de vicepreședinte al Asociației Internaționale de Istorie a Religiilor din 1975 până în 1985. A fost, de asemenea, profesor invitat la University of California din Santa Barbara, la Universitatea din Tokyo și la Universitatea Koyasan.
Soția lui, Evelyn M. Kitagawa, a fost un renumit sociolog, iar fiica lui, Anne Rose Kitagawa, a devenit un curator cunoscut de artă asiatică.

## Cărți
- Kitagawa, J. M. (1966). Religion in Japanese history. New York, NY: Columbia University Press.
- Kitagawa, J. M. (1968). Religions of the East. Philadelphia, PA: Westminster Press.
- Kitagawa, J. M. (1987). On understanding Japanese religion. Princeton, NJ: Princeton University Press.
- Kitagawa, J. M. (1987). The history of religions: Understanding human experience. Atlanta, GA: Scholars Press.
- Kitagawa, J. M. (1990). Spiritual liberation and human freedom in contemporary Asia. New York, NY: Peter Lang.
- Kitagawa, J. M. (1990). The quest for human unity: A religious history. Minneapolis, MN: Fortress Press.
- Kitagawa, J. M. (1992). Religious studies, theological studies, and the university-divinity school. Atlanta, GA: Scholars Press.
- Kitagawa, J. M. (1992). The Christian tradition: Beyond European captivity. Philadelphia, PA: Trinity Press International.

## Cărți editate
- Kitagawa, J. M. (Ed.). (1959). Modern trends in world religions. La Salle, IL: Open Court.
- Kitagawa, J. M. (Ed.). (1969). Understanding modern China. Chicago, IL: Quadrangle Books.
- Kitagawa, J. M. (Ed.). (1984). American refugee policy: Ethical and religious reflections. Minneapolis, MN: Winston Press.
- Kitagawa, J. M. (Ed.). (1985). The history of religions: Retrospect and prospect. New York, NY: Macmillan.
- Kitagawa, J. M. (Ed.). (1989). The religious traditions of Asia. New York, NY: Macmillan.
- Kitagawa, J. M., & Cummings, M. D. (Eds.). (1989). Buddhism and Asian history. New York, NY: Macmillan.
- Kitagawa, J. M., & Long, C. H. (Eds.). (1969). Myths and symbols: Studies in honor of Mircea Eliade. Chicago, IL: University of Chicago Press.
- Eliade, M., & Kitagawa, J. M. (Eds.). (1959). The history of religions: Essays in methodology. Chicago, IL: University of Chicago Press.